# Temporada 2022 del Campeonato de Europa de Rally
La temporada 2022 del Campeonato de Europa de Rally fue la edición 70º del Campeonato de Europa de Rally de la FIA, el campeonato continental de rally más importante del mundo. La temporada también fue la décima después de la fusión entre el Campeonato de Europa de Rally y el Intercontinental Rally Challenge.
El campeón defensor fue el noruego Andreas Mikkelsen.  En copilotos, la campeona defensora fue la española Sara Fernández y en equipos, el Toksport WRT fue el campeón defensor por equipos.

## Calendario
El 15 de diciembre de 2021, WRC Promoter GmbH, el nuevo propietario de los derechos del campeonato hizo oficial el calendario 2022. El Rally de Hungría presente en el campeonato desde la temporada 2019, no formó parte de la temporada.  
| N.º | Fecha            | Rally                                  | Superficie |
| --- | ---------------- | -------------------------------------- | ---------- |
| 1   | 12-13 de marzo   | 35.º Rally Serras de Fafe e Felgueiras | Tierra     |
| 2   | 26-27 de marzo   | 56.º Rally de Azores                   | Tierra     |
| 3   | 13-14 de mayo    | 46.º Rally Islas Canarias              | Asfalto    |
| 4   | 11–12 de junio   | 78.º Rally de Polonia                  | Tierra     |
| 5   | 2–3 de julio     | 10. Rally Liepāja                      | Tierra     |
| 6   | 23–24 de julio   | 10.º Rally di Roma Capitale            | Asfalto    |
| 7   | 27-28 de agosto  | 51.º Barum Czech Rally Zlín            | Asfalto    |
| 8   | 20-22 de octubre | 57.º RallyRACC Catalunya-Costa Daurada | Asfalto    |

## Equipos
| Equipo            | Automóvil              | Piloto            | Copiloto               | Rondas    |
| ----------------- | ---------------------- | ----------------- | ---------------------- | --------- |
| Team MRF Tyres    | Škoda Fabia Rally2 evo | Efrén Llarena     | Sara Fernández         | 1-8       |
| Team MRF Tyres    | Škoda Fabia Rally2 evo | Javier Pardo      | Adrián Pérez Fernández | 1-8       |
| Team MRF Tyres    | Škoda Fabia Rally2 evo | Simone Campedelli | Tania Canton           | 1-4, 6-7  |
| CHL Sport Auto    | Citroën C3 Rally2      | Yoann Bonato      | Benjamin Boulloud      | 3, 5-6, 8 |
|                   | Škoda Fabia Rally2 evo | Simone Tempestini | Sergiu Itu             | 1-6       |
| Rallye Team Spain | Volkswagen Polo GTI R5 | Nil Solans        | Marc Martí             | 1, 3      |
|                   | Hyundai i20 N Rally2   | Nil Solans        | Marc Martí             | 4-5       |

## Clasificación

### Resultados de rallys
| Ronda | Evento                                 | Piloto ganador     | Copiloto ganador    | Equipo ganador           | Tiempo    | Resultados |
| ----- | -------------------------------------- | ------------------ | ------------------- | ------------------------ | --------- | ---------- |
| 1.    | 35º Rally Serras de Fafe e Felgueiras  | Nil Solans         | Marc Martí          | Rallye Team Spain        | 2:01:14.0 | Resultados |
| 2.    | 56.º Rallye Açores                     | Efrén Llarena      | Sara Fernández      | Team MRF Tyres           | 2:24:58.4 | Resultados |
| 3.    | 46.º Rally Islas Canarias              | Nil Solans         | Marc Martí          | Nil Solans               | 1:58:57.1 | Resultados |
| 4.    | 78. Rally Poland                       | Mikołaj Marczyk    | Szymon Gospodarczyk | Orlen Team               | 1:38:05.4 | Resultados |
| 5.    | 10. Rally Liepāja                      | Mārtiņš Sesks      | Renars Francis      | Team MRF Tyres           | 1:31:19.8 | Resultados |
| 6.    | 10º Rally di Roma Capitale             | Damiano De Tommaso | Giorgia Ascalone    | Meteco Corse SRL         | 1:52:37.6 | Resultados |
| 7.    | 51.er Barum Czech Rally Zlín           | Jan Kopecký        | Jan Hloušek         | Agrotec Škoda Rally Team | 1:59:27.6 | Resultados |
| 8.    | 57.º RallyRACC Catalunya-Costa Daurada | Yoann Bonato       | Benjamin Boulloud   | Yoann Bonato             | 1:56:20.0 | Resultados |

### Sistema de puntuación
Se otorgaron puntos a los quince primeros clasificados. También hubo cinco puntos de bonificación al ganador de la power stage, cuatro puntos para el segundo lugar, tres para el tercero, dos para el cuarto y uno para el quinto.
| Posición    | 1º | 2º | 3º | 4º | 5º | 6º | 7º | 8º | 9º | 10º | 11º | 12º | 13º | 14º | 15º |
| Puntos      | 30 | 24 | 21 | 19 | 17 | 15 | 13 | 11 | 9  | 7   | 5   | 4   | 3   | 2   | 1   |
| Power stage | 5  | 4  | 3  | 2  | 1  |    |    |    |    |     |     |     |     |     |     |

### Campeonato de pilotos
Para el campeonato solo se tomán en cuenta los mejores siete resultados.
| Pos     | Piloto                   | POR | AZO | ESP | POL | LAT | ITA | CZE | CAT | Puntos | Mejores 7 |
| ------- | ------------------------ | --- | --- | --- | --- | --- | --- | --- | --- | ------ | --------- |
| 1       | Efrén Llarena            | 10  | 1   | 2   | 4   | 23  | 4   | Ret | 21  | 166    | 166       |
| 2       | Javier Pardo             | 4   | 13  | 7   | 9   | 8   | 75  | 10  | 34  | 99     | 99        |
| 3       | Yoann Bonato             |     |     | 34  |     | 10  | 3   |     | 12  | 88     | 88        |
| 4       | Simone Tempestini        | Ret | 42  | 8   | 52  | 9   | 6   | WD  |     | 79     | 79        |
| 5       | Simone Campedelli        | Ret | 75  | 5   | 35  |     | 2   | 6   |     | 71     | 71        |
| 6       | Nil Solans               | 14  |     | 13  | Ret | 11  | WD  |     |     | 70     | 70        |
| 7       | Alberto Battistolli      | 53  | 9   | DSQ | 8   | 72  | Ret | Ret | 85  | 69     | 69        |
| 8       | Ken Torn                 | 271 | Ret |     | 3   | 4   | 11  | Ret |     | 55     | 55        |
| 9       | Norbert Herczig          | Ret | 8   | 9   | 10  |     | 10  | 52  |     | 55     | 55        |
| 10      | Simon Wagner             |     | 34  | 371 |     | 14  |     | 3   |     | 54     | 54        |
| 11      | Armindo Araújo           | 2   | 5   |     |     |     |     |     |     | 45     | 45        |
| 12      | Mārtiņš Sesks            | NC  | 10  |     | 17  | 1   | 31  |     |     | 42     | 42        |
| 13      | Filip Mareš              |     |     |     | 7   |     | 231 | 2   |     | 42     | 42        |
| 14      | Martin Laszlo            |     |     |     |     | Ret | Ret | 7   | 43  | 35     | 35        |
| 15      | Jan Kopecký              |     |     |     |     |     |     | 14  |     | 32     | 32        |
| 16      | Tom Kristensson          |     |     |     | 24  | 12  |     | 255 |     | 31     | 31        |
| 17      | Mikołaj Marczyk          |     |     |     | 1   |     |     |     |     | 30     | 30        |
| 18      | Damiano De Tommaso       |     |     |     |     |     | 1   |     |     | 30     | 30        |
| 19      | Bruno Magalhães          | 6   | 6   |     |     |     |     |     |     | 30     | 30        |
| 20      | Ricardo Moura            |     | 23  |     |     |     |     |     |     | 27     | 27        |
| 21      | Grzegorz Grzyb           |     |     | Ret | 6   |     | 8   |     |     | 26     | 26        |
| 22      | Gregor Jeets             |     |     |     | 115 | 5   |     |     |     | 24     | 24        |
| 23      | Laurent Pellier          |     |     | 15  | 20  | 36  | 16  | 11  | 5   | 23     | 23        |
| 24      | Georg Linnamäe           | 35  |     |     |     |     |     |     |     | 22     | 22        |
| 25      | Mikko Heikkilä           |     |     |     |     | 3   |     |     |     | 21     | 21        |
| 26      | Andrea Crugnola          |     |     |     |     |     | 52  |     |     | 21     | 21        |
| 27      | Joan Vinyes              | 13  | 16  | 12  | 21  |     | 20  |     | 7   | 20     | 20        |
| 28      | Enrique Cruz             |     |     | 4   |     |     |     |     |     | 19     | 19        |
| 29      | Erik Cais                | Ret |     |     |     |     |     | 4   |     | 19     | 19        |
| 30      | José Pedro Fontes        | 7   | 12  |     |     |     |     |     |     | 17     | 17        |
| 31      | Alberto Monarri          | 15  | 28  | 39  | 33  |     | 18  |     | 6   | 16     | 16        |
| 32      | Josep Bassas             | Ret |     | 6   |     | 29  |     |     |     | 15     | 15        |
| 33      | Hayden Paddon            |     |     |     |     | 6   |     |     |     | 15     | 15        |
| 34      | Alberto de Thurn y Taxis |     |     |     |     |     | 12  | 8   |     | 15     | 15        |
| 35      | Adam Brezik              |     |     |     |     |     |     | 91  |     | 14     | 14        |
| 36      | Andrea Mabellini         | 20  | 22  | 17  | Ret | 25  | 19  | 12  | 9   | 13     | 13        |
| 37      | Ricardo Teodósio         | 8   | Ret |     |     |     |     |     |     | 11     | 11        |
| 38      | Pedro Almeida            | 9   | 19  |     |     |     |     |     |     | 9      | 9         |
| 39      | Tommaso Ciuffi           |     |     |     |     |     | 9   |     |     | 9      | 9         |
| 40      | Óscar Palomo             | 19  |     | 18  | 24  | 15  | 22  | 13  | 11  | 9      | 9         |
| 41      | Łukasz Kotarba           | Ret | 26  | 11  | 15  | Ret | 14  |     |     | 8      | 8         |
| 42      | Roberto Daprà            | 22  | Ret | 23  | 38  | 34  | 21  | Ret | 10  | 7      | 7         |
| 43      | Miguel Suárez            |     |     | 10  |     |     |     |     |     | 7      | 7         |
| 44      | Miguel Correia           | Ret | 11  |     |     |     |     |     |     | 5      | 5         |
| 45      | Luis Vilariño            | 11  | 18  |     |     |     |     |     |     | 5      | 5         |
| 46      | Vaidotas Žala            |     |     |     | 341 | Ret |     |     |     | 5      | 5         |
| 47      | Paulo Nobre              | 12  | Ret |     |     |     |     |     |     | 4      | 4         |
| 48      | Adrian Chwietczuk        |     |     |     | 12  |     |     |     |     | 4      | 4         |
| 49      | Robert Virves            |     |     |     | 13  |     | 15  |     |     | 4      | 4         |
| 50      | Toni Herranen            |     |     |     | 22  | 16  | 37  |     | 12  | 4      | 4         |
| 51      | José Luis García         | Ret |     | 13  |     |     | Ret |     |     | 3      | 3         |
| 52      | Priit Koik               |     |     |     | 16  | 13  |     |     |     | 3      | 3         |
| 53      | Antonio Rusce            |     |     |     |     |     | 13  |     |     | 3      | 3         |
| 54      | Rachele Somaschini       | Ret | 20  | 14  |     |     | 17  |     |     | 2      | 2         |
| 55      | Kaspar Kasari            | 14  |     |     | 19  | 17  |     |     |     | 2      | 2         |
| 56      | Luís Rego                |     | 14  |     |     |     |     |     |     | 2      | 2         |
| 57      | Maciej Lubiak            |     |     |     | 14  |     |     |     |     | 2      | 2         |
| 58      | Martin Vlcek             |     |     |     |     |     |     | 14  |     | 2      | 2         |
| 59      | Daniel Polášek           |     |     | 26  | 32  | Ret | Ret | 15  |     | 1      | 1         |
| 60      | Pedro Câmara             |     | 15  |     |     |     |     |     |     | 1      | 1         |
| Pos     | Piloto                   | POR | AZO | ESP | POL | LAT | ITA | CZE | CAT | Puntos | Mejores 7 |
| Fuente: |                          |     |     |     |     |     |     |     |     |        |           |

| Color     | Resultado                 |
| Oro       | Ganador                   |
| Plata     | 2.ª plaza                 |
| Bronce    | 3.ª plaza                 |
| Verde     | Finalizó, en los puntos   |
| Azul      | Finalizó, sin puntos      |
| Violeta   | No terminó (Ret)          |
| Negro     | Descalificado (DES)       |
| Blanco    | No empezó (DNS)           |
| Blanco    | Excluido (EX)             |
| Blanco    | Lesionado (LES)           |
| Sin color | No participó              |
| x1        | Indica puntos por jornada |

### ERC Open
| Pos | Piloto          | POR | AZO | ESP | POL | LAT | ITA | CZE | CAT | Puntos | Mejores 6 |
| --- | --------------- | --- | --- | --- | --- | --- | --- | --- | --- | ------ | --------- |
| 1   | Joan Vinyes     | 1   | 2   | 1   | 2   |     | 2   |     | 2   | 156    | 156       |
| 2   | Alberto Monarri | 2   | 3   | 2   | 3   |     | 1   |     | 1   | 150    | 150       |
| 3   | Mārtiņš Sesks   | NC  | 1   |     | 1   |     |     |     |     | 60     | 60        |
| Pos | Piloto          | POR | AZO | ESP | POL | LAT | ITA | CZE | CAT | Puntos | Mejores 6 |

### ERC-3
| Pos | Piloto          | POR | AZO | ESP | POL | LAT | ITA | CZE | CAT | Puntos | Mejores 7 |
| --- | --------------- | --- | --- | --- | --- | --- | --- | --- | --- | ------ | --------- |
| 1   | Igor Widłak     | 3   | 2   | 1   | 4   | 2   | 2   | 1   |     | 172    | 172       |
| 2   | Kaspar Kasari   | 1   |     |     | 2   | 1   |     |     |     | 84     | 84        |
| 3   | Robert Virves   |     |     |     | 1   |     | 1   |     |     | 60     | 60        |
| 4   | Dmitry Feofanov | 2   |     |     | 3   |     |     |     |     | 45     | 45        |
| 5   | Jon Armstrong   |     | 1   |     |     |     |     |     |     | 30     | 30        |
| 6   | Nassib Nassar   |     |     |     |     |     | 3   |     |     | 21     | 21        |
| Pos | Piloto          | POR | AZO | ESP | POL | LAT | ITA | CZE | CAT | Puntos | Mejores 7 |

### ERC-4
| Pos | Piloto             | POR | AZO | ESP | POL | LAT | ITA | CZE | CAT | Puntos | Mejores 7 |
| --- | ------------------ | --- | --- | --- | --- | --- | --- | --- | --- | ------ | --------- |
| 1   | Óscar Palomo Ortíz | 1   |     | 4   | 3   | 1   | 4   | 3   | 4   | 159    | 159       |
| 2   | Laurent Pellier    |     |     | 1   | 1   | 17  | 1   | 1   | 1   | 150    | 150       |
| 3   | Andrea Mabellini   | 2   | 2   | 3   | Ret | 9   | 2   | 2   | 2   | 150    | 150       |
| 4   | Toni Herranen      |     |     |     | 2   | 2   | 15  | 7   | 5   | 79     | 79        |
| 5   | Roberto Daprà      | 4   | Ret | 9   | 13  | 15  | 3   | Ret | 3   | 74     | 74        |
| 6   | Paulo Soria        | 3   | 3   | 13  | Ret | 10  | 7   | 10  |     | 72     | 72        |
| 7   | Anthony Fotia      | Ret | 1   | 2   | Ret | 5   |     |     |     | 71     | 71        |
| 8   | Victor Hansen      |     |     | 12  | 6   | 4   | 6   | Ret |     | 53     | 53        |
| 9   | Giorgio Cogni      |     | 4   | 15  |     | Ret | 9   | 11  |     | 34     | 34        |
| 10  | Alex Español       |     |     | 5   | Ret | Ret | Ret | 5   |     | 34     | 34        |
| 11  | Daniel Polášek     |     |     | 11  | 10  | Ret | Ret | 4   |     | 31     | 31        |
| 12  | Sergio Fuentes     |     | 5   | 14  |     | 13  | 10  | Ret |     | 29     | 29        |
| 13  | Justas Simaška     |     |     |     | 5   | 8   | Ret |     |     | 28     | 28        |
| 14  | Norman Kreuter     |     |     |     |     |     | 8   | 6   |     | 26     | 26        |
| 15  | Martin László      |     |     | 8   | 8   |     | Ret |     |     | 22     | 22        |
| 16  | Benjamin Korhola   |     |     |     |     | 3   |     |     |     | 21     | 21        |
| 17  | Adam Sroka         |     |     |     | 4   |     |     |     |     | 19     | 19        |
| 18  | Joosep Ralf Nõgene | 5   |     |     | 14  | Ret |     |     |     | 19     | 19        |
| 19  | Andrea Mazzocchi   |     | 8   | 16  |     | 11  | Ret | 14  |     | 18     | 18        |
| 20  | Mattia Vita        |     |     | 21  |     | 16  | 5   |     |     | 17     | 17        |
| 21  | Luca Waldherr      |     |     |     | 7   | 12  |     |     |     | 17     | 17        |
| 22  | Nick Loof          |     |     | 7   | Ret |     |     | 13  | Ret | 16     | 16        |
| 23  | Emre Hasbay        |     | 6   | 17  |     | Ret | 16  | Ret |     | 15     | 15        |
| 24  | Raúl Hernández     |     |     | 6   |     |     |     |     |     | 15     | 15        |
| 25  | Isak Reiersen      |     |     |     |     | 6   |     |     |     | 15     | 15        |
| 26  | Patrik Herczig     |     | Ret | 18  |     | 14  | 12  | 9   |     | 15     | 15        |
| 27  | Ghjuvanni Rossi    |     | Ret | 19  |     | Ret | 13  | 8   |     | 14     | 14        |
| 28  | Ernesto Cunha      | Ret | 7   |     |     |     |     |     |     | 13     | 13        |
| 29  | Karl-Markus Sei    |     |     |     |     | 7   |     |     |     | 13     | 13        |
| 30  | Gracjan Predko     |     |     |     | 9   |     |     |     |     | 9      | 9         |
| 31  | René Noller        |     |     | 10  |     |     |     |     |     | 7      | 7         |
| 32  | Tymoteusz Jocz     |     |     |     | 11  |     |     |     |     | 5      | 5         |
| 33  | Michael Rendina    |     |     |     |     |     | 11  |     |     | 5      | 5         |
| 34  | Norbert Maior      |     |     | Ret | 12  |     |     |     |     | 4      | 4         |
| 35  | Fabian Zeiringer   |     |     |     |     |     |     | 12  |     | 4      | 4         |
| 36  | Alexandru Filip    |     |     |     |     |     | 14  |     |     | 2      | 2         |
| Pos | Piloto             | POR | AZO | ESP | POL | LAT | ITA | CZE | CAT | Puntos | Mejores 7 |

### Clio Trophy by Toksport WRT
| Pos | Piloto                | AZO | ESP | LAT | ITA | CZE | Puntos |
| --- | --------------------- | --- | --- | --- | --- | --- | ------ |
| 1   | Paulo Soria           | 1   | 1   | 1   | 1   | 3   | 130    |
| 2   | Giorgio Cogni         | 2   | 3   | Ret | 2   | 4   | 75     |
| 3   | Patrik Herczig        | Ret | 6   | 4   | 4   | 2   | 68     |
| 4   | Ghjuvanni Rossi       | Ret | 7   | Ret | 5   | 1   | 66     |
| 5   | Sergio Fuentes Matías | 3   | 2   | 3   | 3   | Ret | 63     |
| 6   | Andrea Mazzocchi      | 5   | 4   | 2   | Ret | 5   | 60     |
| 7   | Emre Hasbay           | 4   | 5   | Ret | 6   | Ret | 30     |
| Pos | Piloto                | AZO | ESP | LAT | ITA | CZE | Puntos |